# 納格爾斯克羅辛 (亞利桑那州)
納格爾斯克羅辛（英語：Nagles Crossing）是位於美國亞利桑那州莫哈維縣的一個非建制地區。該地的面積和人口皆未知。

## 地理
納格爾斯克羅辛的座標為36°51′50″N 112°34′47″W / 36.86389°N 112.57972°W，而該地的平均海拔高度為1367米（即4485英尺）。